# Bela, Vidin
Bela (în bulgară Бела) este un sat în comuna Dimovo, regiunea Vidin,  Bulgaria. 

## Demografie
Componența etnică a satului Bela
     Bulgari (95,37%)
     Nicio identificare (4,62%)
     Altele (0%)
La recensământul din 2011, populația satului Bela era de 108 locuitori. Din punct de vedere etnic, majoritatea locuitorilor (95,37%) erau bulgari. Pentru 4,62% din locuitori nu este cunoscută apartenența etnică.